# Kommunikatives Verhalten
Kommunikatives Verhalten (oder auch sozial kompatible Kommunikation) bezeichnet die Fähigkeit eines Individuums, seine Kommunikationsformen, wie Mimik, Gestik, Sprache, Handlung, Unterlassung reaktiv in Abhängigkeit davon einzurichten, wie andere es adressieren beziehungsweise von ihm zu erwarten scheinen.

## Wesentliches
Jedes Verhalten als Reaktion auf etwas und jemanden ist wegen des Mitteilungscharakters eine Kommunikationsweise. Da Verhalten kein Gegenteil hat, „verhält“ man sich immer. Paul Watzlawick schrieb: „Man kann nicht nicht kommunizieren […] genauso wie man sich nicht nicht verhalten kann.“ Kommunikation existiert aber erst, wenn jemand dieses Verhalten wahrnimmt, der die Möglichkeit zur Reaktion besitzt.
Niklas Luhmann trifft bei kommunikativem Verhalten nochmals eine Unterscheidung in kommunikatives Handeln und kommunikatives Erleben und ermöglicht damit eine Vereinfachung der Differenzierung von mitgeteilter und empfangener Information. Nach Luhmann operieren handelnde und erlebende Systeme beziehungsweise beobachtende und beobachtete Systeme nicht mit Kommunikationen als Elemente, sind aber mit ihren selbstreferenziellen Operationen in Form von Handlungen oder Erleben von Handlungen an Kommunikation beteiligt. In der Tierwelt ist es Thema der Verhaltensbiologie.

## Sozialverhalten und soziale Kompetenz
Das Sozialverhalten von Individuen beeinflusst das kommunikative Verhalten. Sozialverhalten ist deshalb ein sehr wesentlicher Teil des kommunikativen Verhaltens. Das Sozialverhalten wird von Grund auf von Kindheit an selbst erlernt und in Form verschiedener Verhaltensmuster abgelegt. Das Sozialverhalten und der Charakter wird besonders in der Kindheit geprägt. Die Kindheit nimmt somit wesentlich Einfluss auf das kommunikative Verhalten einer Person. Auch im Hinblick auf Sozialkompetenz und Führung spielt das gelernte Sozialverhalten eine Rolle.

## Kommunikationsformen
Es gehört zu den existenziellen Bedürfnissen eines Menschen, verstanden zu werden. Die Art und Weise, wie kommuniziert oder etwas mitgeteilt wird, kann sehr unterschiedlich sein. Es wird die verbale, nonverbale und paraverbale Kommunikation unterschieden.
Unter der verbalen Kommunikation werden die Bestandteile der gesprochenen Sprache zusammengefasst. Gemeint sind Wörter, Buchstaben, Sätze und Zahlen. Es handelt sich also um die sprachgebundene Kommunikation.
Unter der nonverbalen Kommunikation wird die nicht sprachgebunden Kommunikation verstanden. Nonverbale Ausdrucksformen können Körpersprache (Mimik, Gestik), Zeit (Pünktlichkeit, gewidmete Zeit), Raum (Bürogröße, Nähe des eigenen Büros zur nächsten Führungsebene,…) und Gegenstände (Geschäftswagen,…) sein. Natürlich sind gerade bei nonverbalen Botschaften immer die kulturellen Unterschiede zu berücksichtigen. So kann etwas, das in Europa als höflich gilt, in Asien schnell negativ wirken.
Als letzte Ausdrucksform soll die paraverbale Kommunikation angeführt werden. Im Wesentlichen geht es hier nicht um das was wir sagen, sondern darum wie etwas gesagt wird. Einfluss darauf können Tonfall, Stimmlage, Sprache und Formulierungen nehmen. Die Bedeutung von Tonfall uns Stimmlage könnte unter dem Sprichwort „Der Ton macht die Musik“ zusammengefasst werden. Sprache ist in diesem Kontext eher als Sinnvermittlung zu sehen. Es wird hier auf Geschichten, Erzählungen, Anekdoten, Mythen und Legenden zurückgegriffen. Auch die Formulierung des Gesagten sagt viel über die innere Haltung aus. Klassisch sind hier karikierende und ironische Aussagen anzuführen.

## Neues kommunikatives Verhalten
Mit der Entwicklung der Medien in den letzten Jahren hat sich nicht nur das konsumierende und produzierende Verhalten verändert, sondern auch das kommunikative Verhalten. Mittels Sozialer Netzwerke wie Facebook, Twitter, Flickr, Tumblr oder Google+ lassen sich Botschaften (Text und Bilder) in elektronischer Form über Internet in Sekundenschnelle in die ganze Welt versenden. Vor allem neue Kommunikationstechniken wie Smartphone, Tablet-Computer, Netbook usw. prägen unser heutiges kommunikatives Verhalten und ermöglichen eine völlig neue Form der Partizipation.
Kommunikatives Verhalten ist ein sich stetig weiterentwickelnder Vorgang, der mit der Wandlung der Gesellschaft einhergeht. Kommunikatives Verhalten ist nicht auf die menschliche Gesellschaft beschränkt.